# 오마르 하마디 스타디움
오마르 하마디 경기장(아랍어: ملعب عمر حمّادي)은 알제리 알제 볼로긴 에 있는 다목적 경기장이다. 현재 주로 축구 경기에 사용되며 USM 알제의 홈 경기장으로 사용되고 있다. 경기장은 총 17,500명을 수용할 수 있다.